# Келінешть (Марамуреш)
Келінешть, Келінешті (рум. Călinești) — село у повіті Марамуреш в Румунії. Адміністративний центр комуни Келінешть.
Село розташоване на відстані 406 км на північний захід від Бухареста, 31 км на північний схід від Бая-Маре, 115 км на північ від Клуж-Напоки.

## Населення
За даними перепису населення 2002 року у селі проживали 1528 осіб, з них 1523 особи (99,7%) румунів. Усі жителі села рідною мовою назвали румунську.